# Флавий Сатурнин
Флавий Сатурнин (лат. Flavius Saturninus) — римский политик и военачальник IV века.

## Биография
Сатурнин, вероятно, был христианином. Он решил сделать военную карьеру. В 377/378 году он воевал с готами. После безрезультатной битвы при Ад Салицисе восточный император Валент II назначил Сатурнина на должность магистра конницы и отправил его во Фракию с кавалерийским отрядом для поддержки магистра пехоты Траяна. Сатурнин и Траян блокировали готов вблизи прохода Гема, и построили линии укреплений, отразив атаки варваров. Целью двух полководцев было заставить готов страдать от холодной зимы и нехватки продовольствия, и таким образом принудить их к покорности. Также они планировали заманить готов Фритигерна на открытое поле между Гем и Дунай, где они хотели их разгромить. Однако Фритигерн не принял бой, а привел подкрепление. Сатурнин понял, что он больше не может сражаться с врагом и ушел в отставку.
Когда Сатурнин был военным магистром Фракии, император Феодосий I поручил ему переговоры о мире с готами. В октябре 382 года он подписал договор, по которому готы должны были жить на Нижнем Дунае. Это успешное проведение переговоров принесло консульское звание Сатурнину в 383 году совместно с Флавием Меробавдом. Потом Сатурнин обосновался на востоке Римской империи.